# Sjkmeroeli
Sjkmeroeli (Georgisch: შქმერული) of soms ook wel Tsjkmeroeli (ჩქმერული) is een traditioneel Georgisch kipgerecht.

## Oorsprong
Sjkmeroeli is een traditioneel gerecht uit de noord-Georgische bergstreek Ratsja en is vernoemd naar het dorp dorp Sjkmeri (gemeente Oni) waar het vandaan zou komen. Het bijzondere aan de naam is dat deze geheel toponymisch is en niet de stijl van bereiding aangeeft, zoals bij veel andere gerechten, maar alleen de plaats van herkomst. Een lokale initiatiefgroep probeerde in 2022 tevergeefs op basis van deze kenmerken het gerecht op de nationale lijst van immaterieel cultureel erfgoed te krijgen, vergelijkbaar met andere regionale gerechten zoals de chinkali.

## Ingrediënten en bereiding

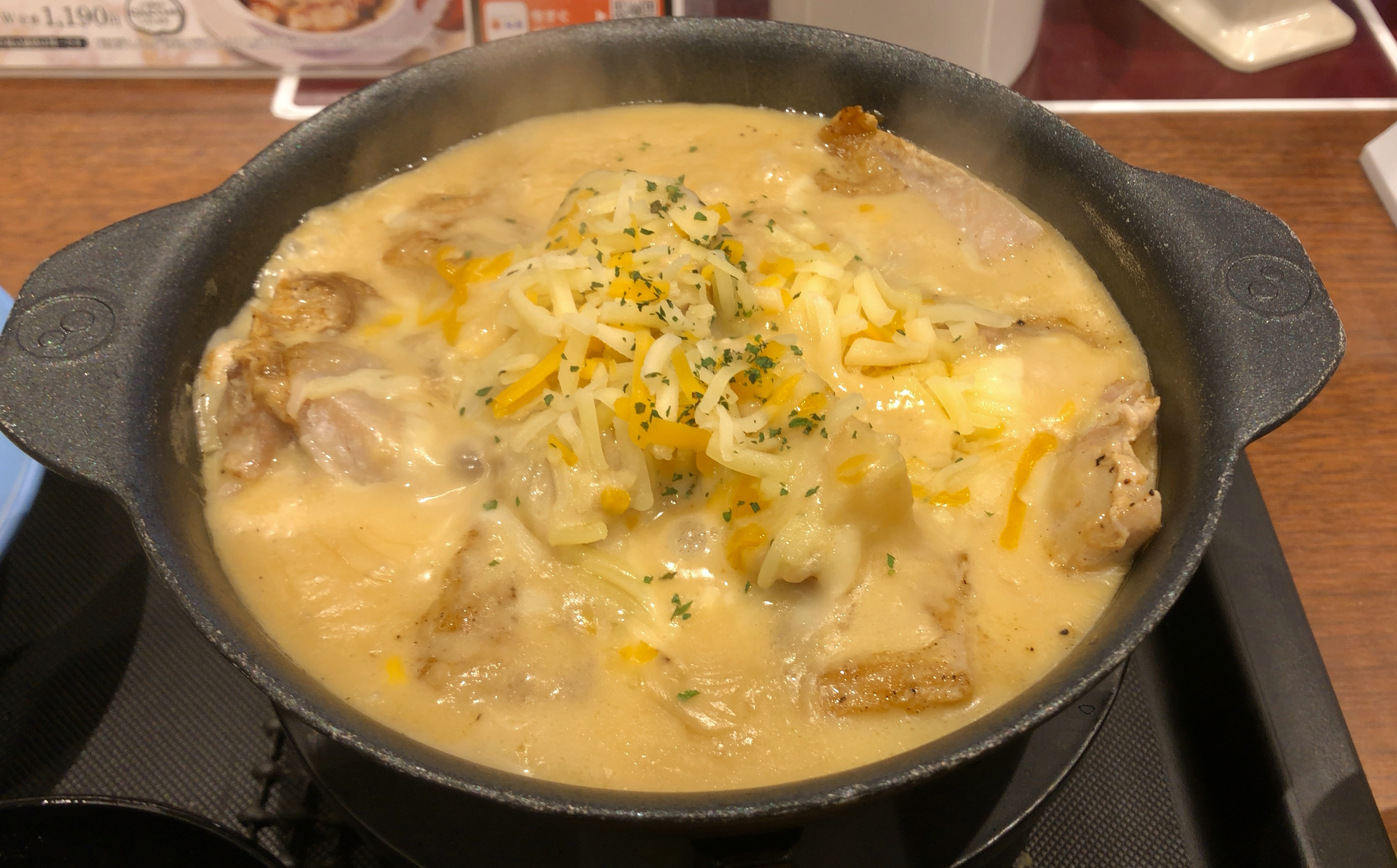
Sjkmeroeli gemaakt van en Japans kant-en-klaar pakket

Dit vrij eenvoudige gerecht bestaat uit kip met een saus van knoflook en melk (of room). De hele kip wordt in tweeën gesneden en gebraden in een pan. Als beide zijden bruin zijn wordt de kip in stukken gesneden en in een ketsi gelegd. Dit is een traditionele Georgische aardewerken ovenschaal. Hierin wordt de kip in de oven gegaard en wordt daarna het kippenvlees overgoten met melk- of roomsaus met geperste en gebakken knoflook.
Vanwege de hoeveelheid knoflook in de Sjkmeroeli is het vrij moeilijk is te combineren met wijn. Normaal gesproken combineren mensen het dan graag met sterkere dranken, zoals de traditionele Georgische tsjatsja of wodka. De inwoners van Ratsja combineren het gerecht echter veelal met de droge Moedzjoeretoeli of Alexandro-oeli wijnen. Deze druivensoorten zijn de basis van zoete of halfzoete Georgische wijnen zoals de Chvantsjkara.

## Japan
In 2020 raakte de Sjkmeroeli erg bekend in Japan, en was het het vierde populairste zoekwoord in de Yahoo! zoekmachine in Japan. Een aantal grote Japanse voedselfabrikanten maakten kant-en-klare kruidenpakketten, die in supermarktketens werden verkocht. Een grote restaurantketen zette de maaltijd op het menu.